# 奇特戈普帕
奇特戈普帕（Chitgoppa），是印度卡纳塔克邦Bidar县的一个城镇。总人口24232（2001年）。

## 人口
该地2001年总人口24232人，其中男性12322人，女性11910人；0—6岁人口3852人，其中男1990人，女1862人；识字率60.12%，其中男性为67.23%，女性为52.77%。